# Ampoigné
Ampoigné ist eine Ortschaft und eine Commune déléguée in der französischen Gemeinde Prée-d’Anjou mit 557 Einwohnern (Stand 1. Januar 2022) im Département Mayenne in der Region Pays de la Loire. Die Einwohner werden Ampoignéens genannt.
Die Gemeinde Ampoigné wurde am 1. Januar 2018 mit Laigné zur Commune nouvelle Prée-d’Anjou zusammengeschlossen. Sie hat seither den Status einer Commune déléguée. Die Gemeinde Ampoigné gehörte zum Arrondissement Château-Gontier und zum Kanton Château-Gontier.

## Geographie
Ampoigné liegt rund 35 Kilometer südsüdwestlich von Laval.

## Einwohnerentwicklung
| Jahr                       | 1962 | 1968 | 1975 | 1982 | 1990 | 1999 | 2006 | 2013 |
| Einwohner                  | 568  | 502  | 440  | 406  | 385  | 421  | 522  | 562  |
| Quellen: Cassini und INSEE |      |      |      |      |      |      |      |      |

## Sehenswürdigkeiten

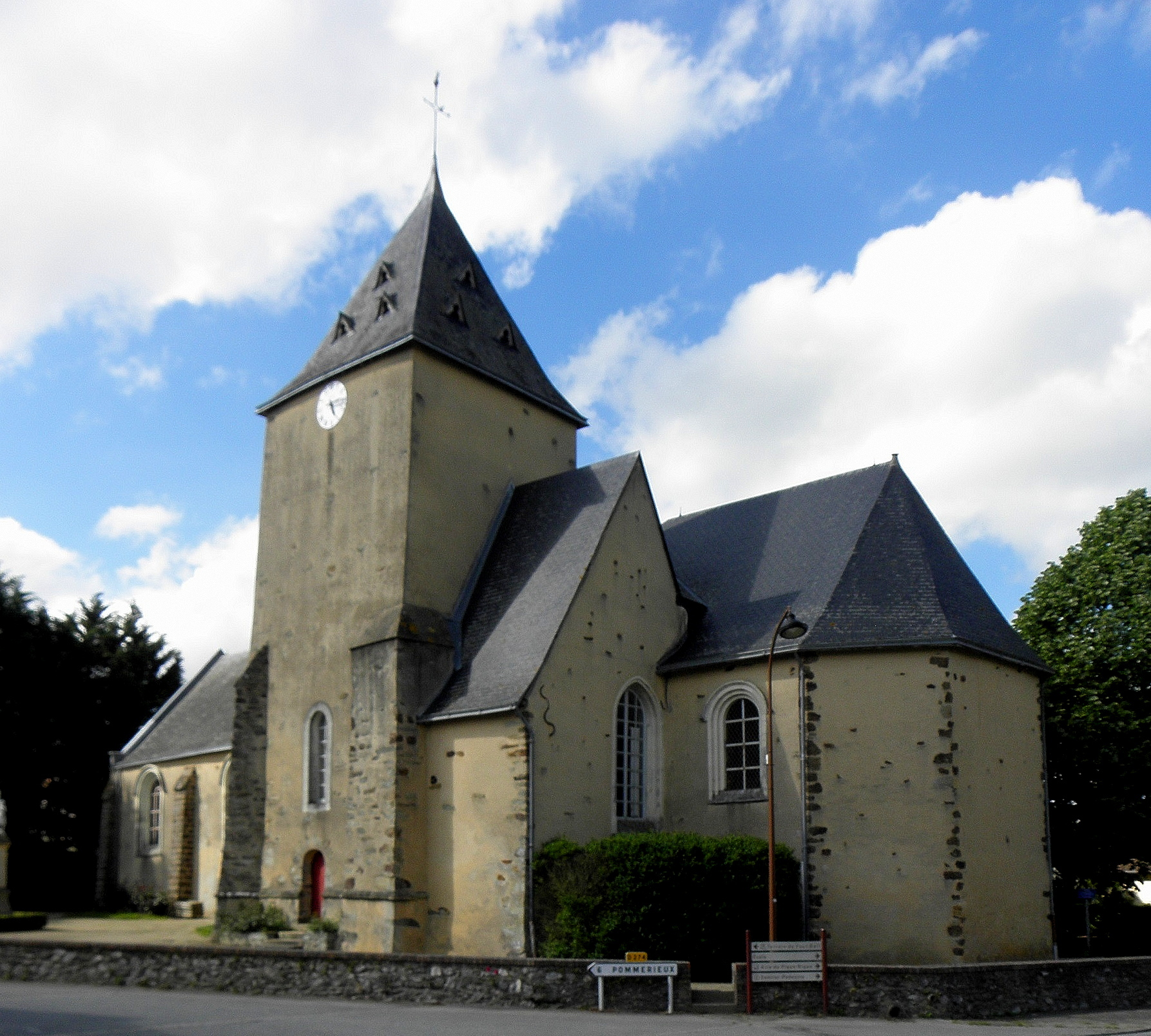
Kirche Saint-Jean-Baptiste
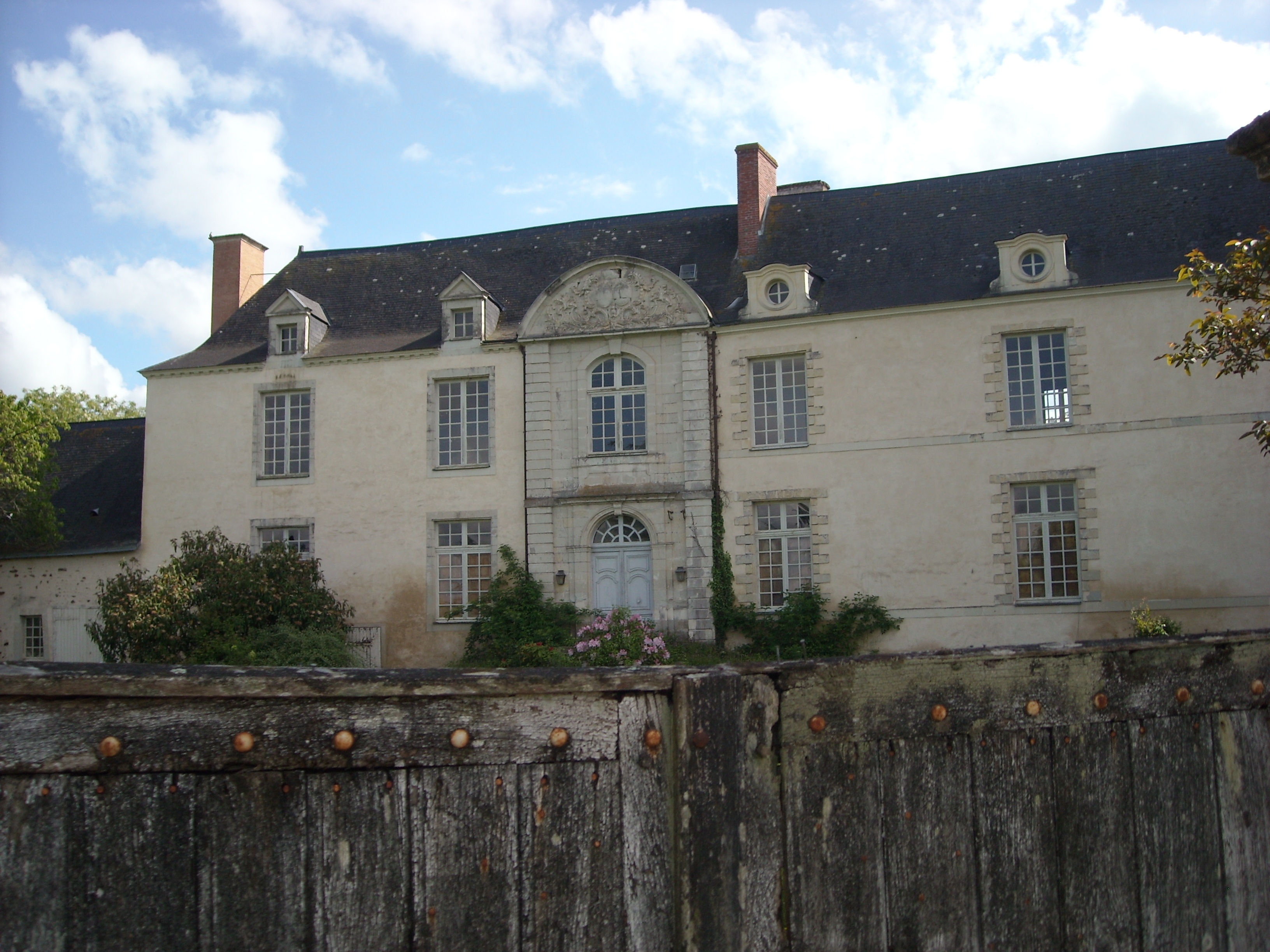
Schloss Ampoigné (auch Schloss La Cour), als Herrensitz bereits im 11. Jahrhundert nachgewiesen, frühere Goldmine auf dem Schlossareal, Monument historique
- Schloss La Chevrollière

- Kirche Saint-Jean-Baptiste
- Schloss La Cour

## Persönlichkeiten
- Antoine de La Garanderie (1920–2010), Philosoph und Pädagoge